# Maasziekenhuis Pantein
Het Maasziekenhuis Pantein is een ziekenhuis, gelegen in Beugen in de Nederlandse provincie Noord-Brabant. Het ziekenhuis maakt onderdeel uit van woon- en zorgorganisatie Pantein en ligt aan de A77 tegen het dorp Beugen aan.
Voor het bestaan van het Maasziekenhuis werden zieken uit de regio verpleegd door de zusters van Julie Postel in het kasteel Boxmeer. Vanaf 1916 kreeg dit kasteel de naam Heilig Hart ziekenhuis. Eerst voerden alleen huisartsen hier medische handelingen uit. In de jaren 50 kwamen er artsen uit Nijmegen naar het Heilig Hart ziekenhuis.
In 1966 volgde goedkeuring voor de bouw van een nieuw ziekenhuis aan de Loerangelsestraat, dat op 26 oktober 1968 werd geopend met 188 bedden. In 1971 bleek uitbreiding noodzakelijk en werd er een vleugel met zeven verdiepingen aan het bestaande gebouw gebouwd.
In 2009 begon de bouw van een volledig nieuw ziekenhuis op industrieterrein Sterckwijk. Deze nieuwbouw met 190 bedden op de "Health Campus Boxmeer" werd voltooid in 2011. Op 22 april 2011 werden de patiënten met hulp van militairen verhuisd naar de nieuwe locatie.

## Afbeeldingen

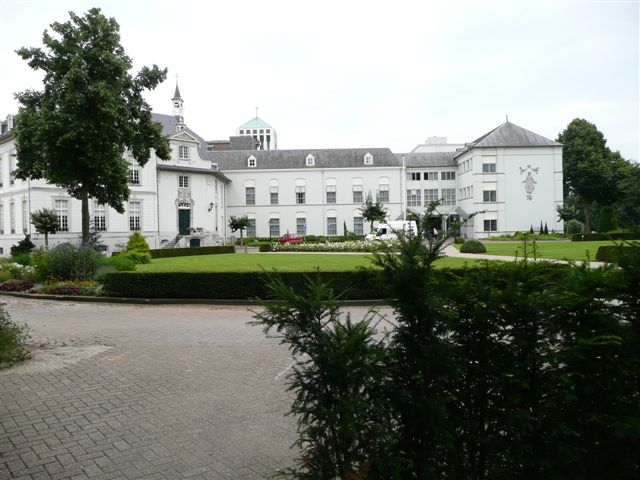
Het voormalige Heilig Hart ziekenhuis.
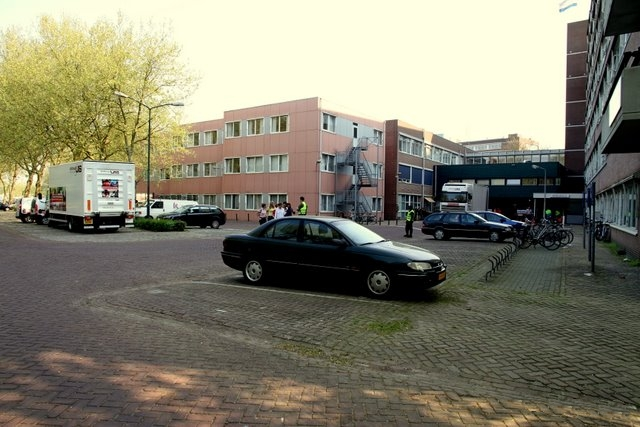
Het oude Maasziekenhuis aan de Loerangelsestraat.